# Panchaia Rupēs
Panchaia Rupēs és una formació geològica de tipus rupes a la superfície de Mart, localitzada amb el sistema de coordenades planetocèntriques a 71.91 latitud N i 149.99 ° longitud E, que fa 1.113,4 km de diàmetre. El nom va ser aprovat per la UAI l'any 2003 i fa referència a una característica d'albedo. El nom va ser canviat de Panchaia Rupes a Panchaia Rupēs el 27 d'agost de 2013.